# آسیب‌شناسی دندان
آسیب‌شناسی دندان(یا بیماری‌های دندان و یا اختلالات دندانی) هرگونه شرایط دندانی است که می‌تواند مادرزادی یا اکتسابی باشد. گاهی اوقات اختلالات مادرزادی دندانی تحت عنوان ابنورمالیتی‌های دندان شناخته می‌شوند. این بیماری‌ها از جمله شایع‌ترین بیماری‌های انسان شناخته می‌شوند. پیشگیری، تشخیص و درمان این بیماری‌ها اساس حرفه دندانپزشکی است و شامل دندانپزشکان و بهداشتکاران دهان و زیرگروه‌های تخصصی آن همچون جراحی دهان و فک و صورت می‌شود.

## نمونه

### مادرزادی
- آنودنشیا

### اکتسابی

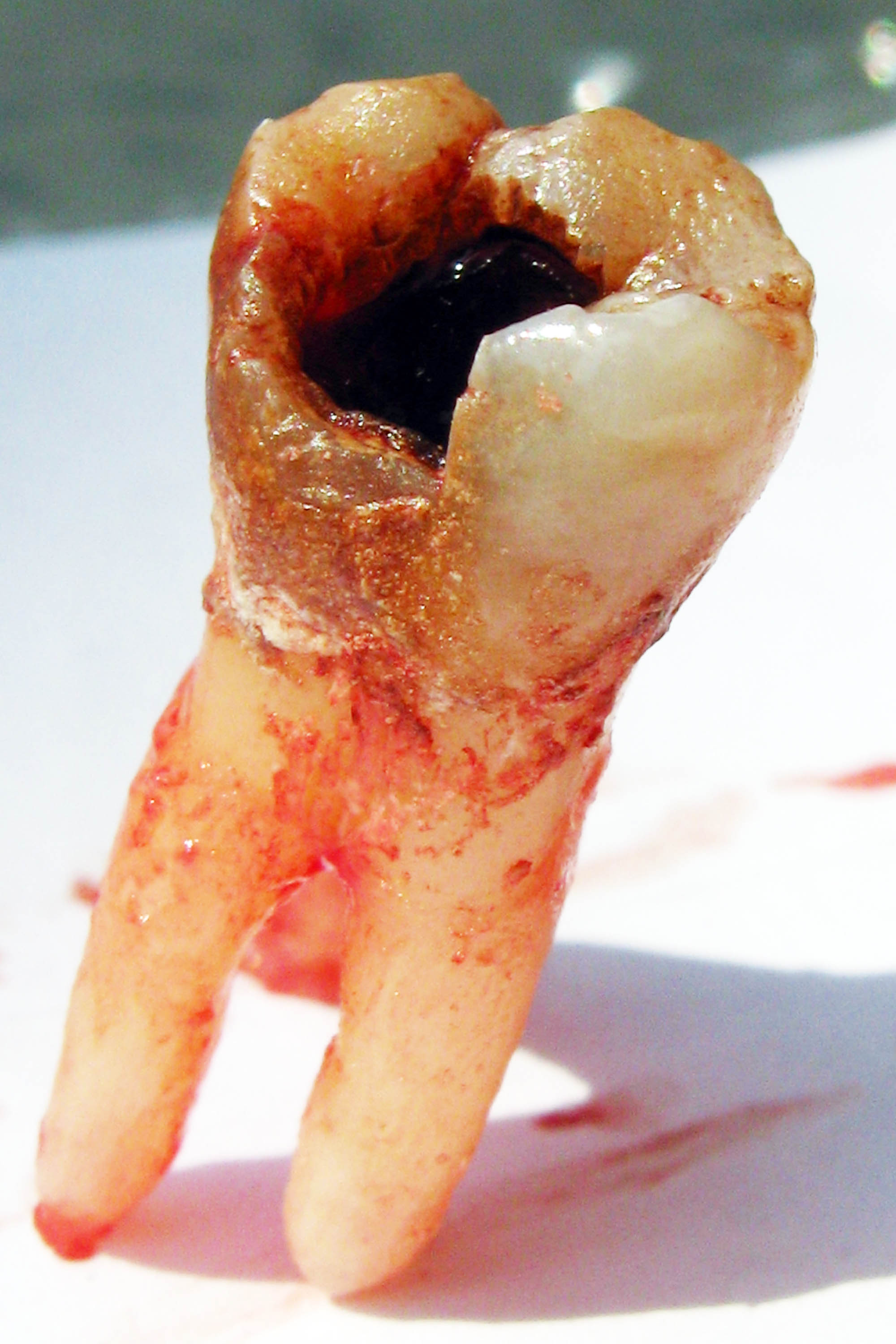
حفره

- پوسیدگی دندان
- آبسه دندان